# La Chapelle-sur-Coise
La Chapelle-sur-Coise és un municipi francès situat al departament del Roine i a la regió d'Alvèrnia-Roine-Alps. L'any 2007 tenia 499 habitants.

## Demografia

### Població
El 2007 la població de fet de La Chapelle-sur-Coise era de 499 persones. Hi havia 167 famílies de les quals 23 eren unipersonals (19 homes vivint sols i 4 dones vivint soles), 43 parelles sense fills, 97 parelles amb fills i 4 famílies monoparentals amb fills.
La població ha evolucionat segons el següent gràfic:
Habitants censats

### Habitatges
El 2007 hi havia 200 habitatges, 171 eren l'habitatge principal de la família, 11 eren segones residències i 17 estaven desocupats. 176 eren cases i 24 eren apartaments. Dels 171 habitatges principals, 142 estaven ocupats pels seus propietaris, 23 estaven llogats i ocupats pels llogaters i 6 estaven cedits a títol gratuït; 6 tenien dues cambres, 22 en tenien tres, 50 en tenien quatre i 93 en tenien cinc o més. 144 habitatges disposaven pel capbaix d'una plaça de pàrquing. A 66 habitatges hi havia un automòbil i a 99 n'hi havia dos o més.

### Piràmide de població
La piràmide de població per edats i sexe el 2009 era:
| Homes | Edats   | Dones |
| ----- | ------- | ----- |
| 0     | 95 o +  | 0     |
| 0     | 90 a 94 | 0     |
| 0     | 85 a 89 | 0     |
| 0     | 80 a 84 | 0     |
| 12    | 75 a 79 | 4     |
| 8     | 70 a 74 | 12    |
| 0     | 65 a 69 | 8     |
| 0     | 60 a 64 | 8     |
| 8     | 55 a 59 | 4     |
| 16    | 50 a 54 | 8     |
| 8     | 45 a 49 | 8     |
| 20    | 40 a 44 | 16    |
| 24    | 35 a 39 | 20    |
| 20    | 30 a 34 | 28    |
| 12    | 25 a 29 | 8     |
| 4     | 20 a 24 | 0     |
| 24    | 15 a 19 | 24    |
| 16    | 10 a 14 | 16    |
| 16    | 5 a 9   | 24    |
| 8     | 0 a 4   | 16    |

## Economia
El 2007 la població en edat de treballar era de 334 persones, 261 eren actives i 73 eren inactives. De les 261 persones actives 256 estaven ocupades (144 homes i 112 dones) i 5 estaven aturades (2 homes i 3 dones). De les 73 persones inactives 28 estaven jubilades, 29 estaven estudiant i 16 estaven classificades com a «altres inactius».

### Ingressos
El 2009 a La Chapelle-sur-Coise hi havia 173 unitats fiscals que integraven 529 persones, la mediana anual d'ingressos fiscals per persona era de 17.866 €.

### Activitats econòmiques
Dels 15 establiments que hi havia el 2007, 1 era d'una empresa de fabricació d'altres productes industrials, 5 d'empreses de construcció, 3 d'empreses de comerç i reparació d'automòbils, 1 d'una empresa d'hostatgeria i restauració, 1 d'una empresa d'informació i comunicació, 3 d'empreses de serveis i 1 d'una entitat de l'administració pública.
Dels 5 establiments de servei als particulars que hi havia el 2009, 1 era un paleta, 1 guixaire pintor, 1 fusteria i 2 electricistes.
L'any 2000 a La Chapelle-sur-Coise hi havia 24 explotacions agrícoles que ocupaven un total de 500 hectàrees.

## Equipaments sanitaris i escolars
El 2009 hi havia una escola elemental.

## Poblacions més properes
El següent diagrama mostra les poblacions més properes.